# 塞缪尔·雷谢夫斯基
塞缪尔·雷谢夫斯基（Samuel Reshevsky，1911年11月26日—1992年4月4日），波兰裔美国国际象棋棋手、特级大师。
雷谢夫斯基是1930年代中期至1960年代中期世界冠军的有力竞争者之一，曾在1948年国际象棋世界冠军赛中获得第三、1953年世界冠军挑战者资格赛中获得并列第二。他还曾经八次夺得美国国际象棋全国冠军（1936年、1938年、1940年、1941年、1942年、1946年、1957年、1969年）。